# Hugo: La febbre dei diamanti neri
Hugo: La febbre dei diamanti neri (Hugo: Den Sorte Diamantfeber) è un videogioco della serie di Hugo del 2001, diretto sequel di Hugo: Alla ricerca delle pietre solari. Venne sviluppato e pubblicato da ITE Media per PlayStation, Game Boy Color e Microsoft Windows.

## Trama
L'acerrima nemica del troll Hugo, la malvagia Scilla, è tornata e questa volta ha trovato il modo di diventare la strega più potente di tutti i tempi e conquistare il mondo intero. Per riuscirci, ha bisogno di una pozione magica ricavata dai rari diamanti neri che si trovano solo sull'Isola della Giungla, dove vivono i primitivi nativi Kikuriani, così li riduce tutti in schiavitù e li costringe a lavorare giorno e notte alla ricerca dei diamanti neri. Scilla è ora impegnata a impiegare tutta la sua magia nella produzione della pozione di diamante nero, ma ha schierato l'esercito di pirati del suo scagnozzo Don Croco a guardia dell'isola.
Quando Fernando, l'amico di Hugo, riceve una lettera dall'anziano del villaggio kikuriano prigioniero che chiede aiuto a Hugo, il troll non ha tempo da perdere e si precipita a liberarli e a fermare il piano di Scilla prima che sia troppo tardi. Se Hugo riesce a liberare tutti gli schiavi e a sabotare la produzione di pozioni fermando il nastro trasportatore della miniera e chiudendo un oleodotto, Scilla decide, contro il parere di Don Croco, di accelerare il processo. Questo porta al graduale collasso dell'intera fabbrica, poiché Hugo deve ancora liberare l'anziano del villaggio e fuggire con lui prima che tutto esploda.

## Modalità di gioco

### Versione PS, PC
Queste due versioni in 3D ereditano la giocabilità del predecessore, ossia Hugo: Alla ricerca delle pietre solari. Constano sempre di dodici livelli, che stavolta sono affrontabili ad una diversa difficoltà selezionabile all'inizio della partita tra facile, normale e difficile. In ogni livello sono presenti anche un certo numero di Kikuriani che devono essere toccati per liberarli; il giocatore, al completamento del livello riceverà come ricompensa per il loro salvataggio una vita supplementare extra. Infine, nel caso vengono raccolti tutti i diamanti azzurri del livello, a livello superato la barra della salute di Hugo (indicata da cuori) aumenta.

### Versione Game Boy Color
Il gameplay di questa versione è quello di un platform bidimensionale del calibro di Bomb Jack. Si compone di quaranta livelli, strutturati con piattaforme e scale che Hugo può salire o scendere per cambiare percorso. Durante il percorso, è possibile raccogliere diamanti rossi, monete d'oro e sacchi di denaro, ottenuti sconfiggendo i nemici, che contribuiscono ad aumentare il punteggio complessivo. Per liberare il Kikuriano imprigionato, il giocatore deve trovare e sconfiggere uno dei nemici dell'area utilizzando il lazo e recuperare il diamante nero che custodisce, il tutto entro un tempo limite. Il gioco utilizza un sistema a password; al completamento di ogni area viene fornita una password corrispondente per riprendere la sessione in un secondo momento. Inoltre, ogni 10 000 punti accumulati, Hugo guadagna una vita extra.

## Accoglienza
Hugo: La febbre dei diamanti neri ottenne in generale recensioni miste. La versione PS riceve positivamente un 8/10 da Gamesector.dk. Anche il giudizio (espresso in percentuale) di Playtime! è positivo, con il 76%, arrivandolo a paragonare a Crash Bandicoot e a Spyro the Dragon. Un'altra recensione positiva arriva da Bonus con il 70%, definendolo il tipico gioco per bambini, ma non è adatto a bambini di età superiore ai dodici anni perché è molto facile, breve e un po' noioso. Come esistono i voti positivi ci sono quelli negativi, come Play che gli dà il 2,6, ritenendolo un gioco terribile, noioso e scadente. Anche Official UK PlayStation Magazine ha dato la stessa opinione della rivista tedesca, ma con il voto più basso di 2/10. Le controparti ceca e portoghese della rivista rispettivamente gli danno il 3/10 e il 4/10: la prima lo considera semplicemente il diavolo mentre l'altra critica il gameplay imperfetto e abbastanza frustrante da infastidire chiunque. 
Per quanto riguarda la versione Game Boy Color, Gamesector.dk gli dà il voto positivo di 8/10. 30% è la percentuale negativa data da GBX, con la constatazione di essere un gioco tecnicamente competente ma poco divertente. Game Boy Magazyn assegnò il voto medio di 5/10, criticando la pessima grafica e rivolgendolo a coloro che amano i giochi classici e antiquati, senza trama.
Infine è la volta della versione PC. Wirtualna Polska gli dà il voto medio di tre stelle su cinque. Gamesector.dk lo premia con 7/10 ritenendolo un gioco per bambini piuttosto valido e solido, a cui la maggior parte dei bambini può giocare senza troppe difficoltà. Anche la rivista PC Games condivide lo stesso parere del sito danese, ma dandogli la percentuale del 48%.